# D-N°18 LIVE MASTERPIECE
『D-N°18 LIVE MASTERPIECE』（ディー エイティーン ライブ マスターピース）は、怒髪天のベストアルバム。2枚組としての作品にもかかわらず2,500円(税込)という価格設定がなされている。初回生産分のみスペシャルパッケージ仕様。
タイトルなどから『ライヴ・バージョン』と思われるが、オリジナル音源によるベスト盤である。
当初、2011年3月23日の発売を予定していたが、東日本大震災の影響で一週間延期された。

## 収録曲

### DISC1
1. キタカラキタオトコ
2011年桃屋「桃屋の味付搾菜」CF曲。
2. 喰うために働いて　生きるために唄え!!
新録。テレビ東京系「ゴッドタン」2011年4月度エンディングテーマ曲。
3. オトナノススメ
4. ド真ん中節
5. GREAT NUMBER
6. 労働CALLING
7. 全人類肯定曲 〜豪華管楽器隊参戦編〜
8. セバ・ナ・セバーナ
9. NO MUSIC, NO LIFE.

### DISC2
1. 酒燃料爆進曲
2. ドンマイ・ビート
3. はじまりのブーツ
4. トーキョー・ロンリー・サムライマン
5. ビール・オア・ダイ
6. ありがとな
7. 俺達は明日を撃つ！
8. 男は胸に…
9. 宿六小唄 〜ダメ男に捧ぐ〜
10. ロクでナシ
11. つきあかり

## 参加ミュージシャン
DISC-1
- #2

田中和 (trumpet) from 勝手にしやがれ
福島忍 (trombone) from 勝手にしやがれ
田浦健 (tenor sax) from 勝手にしやがれ
飯島誓 (baritone sax) from 勝手にしやがれ
斎藤淳一郎 (piano) from 勝手にしやがれ
鈴木由紀子 (Chorus) from BUGY CRAXONE
山田洋一 (Chorus) from THE BLONDIE PLASTIC WAGON
岡田悟志 (Chorus) from THE LOCAL ART
横内武将 (Chorus) from THE LOCAL ART
大野一光 (Chorus) from THE LOCAL ART
稲垣学 (Chorus) from THE LOCAL ART
- #3

ヒダカトオル (Chorus) from BEAT CRUSADERS
カトウタロウ (Chorus) from BEAT CRUSADERS
クボタマサヒコ (Chorus) from BEAT CRUSADERS
マシータ (Chorus) from BEAT CRUSADERS
ケイタイモ (Chorus) from BEAT CRUSADERS
- #7

カメタニ ヨシコ（トランペット）from !wagero!
ヒガシ ヨーイチロー（トロンボーン）from !wagero!
ヒガシカワウチ タケシ（アルトサックス）from !wagero!
オオグリ ヒロシ（テナーサックス）from !wagero!
ニナガワ ヒロキ（バリトンサックス）from !wagero!
Disc-2
- #2

ケイタイモ (Keyboards) from BEAT CRUSADERS